# シンクロ・フード
株式会社シンクロ・フード（英: Synchro Food Co., Ltd.）は、東京都渋谷区に本社を置き、飲食店向けプラットフォームの運営を行う日本の企業。

## 概要
シンクロ・フードは、アクセンチュア出身の藤代真一により、飲食店向けプラットフォームビジネスとして2003年に設立された。飲食業支援事業を行い、求人サービスやM&A支援サービスの提供、飲食店支援サイトの運営などを手掛ける。

## 沿革
- 2003年 - 東京都大田区蒲田に株式会社シンクロ・フードを設立し、飲食店.COMを開設[6]。
- 2005年 - 店舗デザイン.COM、飲食店PR.COM、求人＠インテリアデザインを開設。渋谷区広尾に本社を移転[6]。
- 2006年 - 求人＠飲食店.COMを開設[6]。
- 2007年 - 渋谷区恵比寿に本社を移転。居抜き情報.COMを開設[6]。
- 2013年 - 渋谷区恵比寿南に本社を移転[6]。
- 2015年 - 食のWebマガジンFoodist Mediaを創刊[6]。
- 2016年 - 東京証券取引所マザーズに上場[6]。
- 2017年 - 東京証券取引所市場第一部へ市場変更[6]。